# Карнійські Альпи
Карнійські Альпи (нім. Karnische Alpen , італ. Alpi Carniche), гірський хребет в Східних Альпах , на кордоні між Австрією й Італією.
Вони називаються на честь давньоримської провінції Карнія, ім'я ймовірно мало кельтське походження.
- Довжина 120 км,
- Висота до 2780 м (гора Хое-Варте).

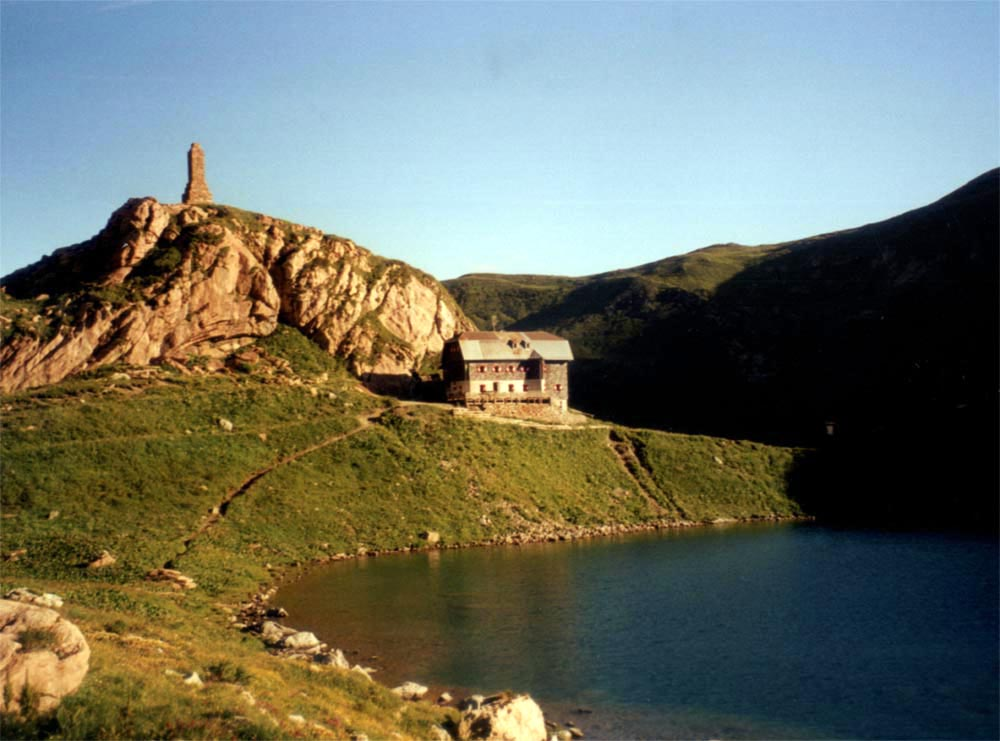

Складен головним чином кристалічними сланцями і вапняками , має вузьке пасмо і круті схили . 
Широколисті (дуб і бук) и хвойні (ялина, ялиця, сосна) ліси.